# Langlingen
Langlingen es un municipio situado en el distrito de Celle, en el estado federado de Baja Sajonia, Alemania. Según el censo de 2020, cuenta con una población estimada de 2119 habitantes.
Se encuentra ubicado a poca distancia al noroeste de Brunswick y Wolfsburgo, al oeste de la frontera con el estado de Sajonia-Anhalt.